# النهضة البولندية
استمر عصر النهضة في بولندا من أواخر القرن الخامس عشر وحتى أواخر القرن السادس عشر، ويُعتبر على نطاق واسع العصر الذهبي للثقافة البولندية. شارك تاج مملكة بولندا (الذي كان جزءًا من الكومنولث البولندي الليتواني عام 1569)، محكومًا من قبل سلالة ياغيلون الملكية، في النهضة الأوروبية الواسعة. شهدت الدولة البولندية متعددة الجنسيات فترة من النمو الثقافي، ويعود الفضل في ذلك جزئيًا إلى قرن من الزمان دون حروب كبيرة؛ باستثناء النزاعات في المناطق الحدودية الشرقية والجنوبية قليلة السكان. انتشر الإصلاح بسلام في جميع أنحاء البلاد (ما أسفر عن نشأة الأخوة البولنديين)، في حين تحسنت الظروف المعيشية، ونمت المدن، وأثرت صادرات المنتجات الزراعية السكان، ولا سيما النبلاء (شلخطا) الذين اكتسبوا هيمنة في النظام السياسي الجديد للحرية الذهبية.

## التوجهات المعمارية والفترات
تنقسم عمارة عصر النهضة البولندية إلى ثلاث فترات رئيسية. الفترة الأولى (1500-1550) التي غالبا ما تُسمى «الإيطالية»، نظرًا إلى أن معظم مباني عصر النهضة في هذا الوقت قد بناها المهندسون المعماريون الإيطاليون بدعوة من النبلاء البولنديين، من فلورنسا بشكل رئيسي. خلال الفترة الثانية (1550-1600)، أصبح أسلوب عصر النهضة شائعًا، وتضمن التأثيرات من النسخة الهولندية من النهضة، بالإضافة إلى بدايات أسلوب التكلفية. في الفترة الثالثة (1600-1650)، أصبحت التكلفية شعبية، وظهرت أول الأمثلة البارزة على الباروكية.

### الفترة الأولى
التهمت النهيران قلعة فافيل جزئيًا في عام 1499. عين الملك ألكسندر ياغيلون في عام 1504 إبرهارد روزمبرغر ليكون المهندس المعماري الرئيسي من أجل التجديد. في وقت لاحق، استُبدِل بروزمبرغر «فرانشيسكو فلورنتينو» المولود في إيطاليا، وبعد وفاته، تولى المنصب بارتولوميو بيريكي وبنيديكت من ساندوميش. تحولت القلعة الملكية نتيجة لعملهم إلى موطن للنهضة على الطراز الفلورنسي. في نفس الفترة، بُنيت القلاع والمساكن الأخرى أو أُعيد بناؤها على الطراز الجديد، بما في ذلك دزفيتزا (بُنيت في 1527-1535)، وشيدووفيتس (أُعيد بناؤها في 1509-1532)، وأوغرودزينيتس (أُعيد بناؤها في 1532-1547)، وأبرزها، بيسكوفا سكالا (أُعيد بناؤها في 1542-1580).
في الفترة الأولى من عصر النهضة البولندية، كان معظم الكنائس لا يزال يُبنى على الطراز القوطي، وبُنيت فقط الكنائس الجديدة المحيطة بالكنائس القديمة بأسلوب جديد في بعض الأحيان، وكانت أبرزها كنيسة زيجيزموند في كاتدرائية فافيل، وقد بناها بارتولوميو بيريكي من عام 1519 إلى 1533.

### الفترة الثانية
أصبح أسلوب عصر النهضة الأكثر شيوعًا في جميع أنحاء بولندا في فترته الثانية. عملت مجموعة كبيرة من الفنانين المولودين في هولندا في الجزء الشمالي من البلاد، وخاصة في بوميرانيا وفي دانزيغ (غدانسك). اختلف أسلوب عصر النهضة في أجزاء أخرى من بولندا وفقًا للظروف المحلية، ما أدى إلى إنتاج أساليب فرعية مختلفة في كل منطقة، وأيضًا كانت بعض العناصر من أسلوب التكلفية الجديد موجودة. تنقسم الهندسة المعمارية لهذه الفترة إلى ثلاثة أساليب فرعية إقليمية: الأول هو «الإيطالي»؛ في الجزء الجنوبي من بولندا بمعظمه، وكان الفنان الأكثر شهرة هناك هو سانتي غوتشي. الثاني هو «الهولندي»؛ في بوميرانيا بالمعظم. وأخيرًا، «أسلوب كاليش-لوبلين» أو «نهضة لوبلين» في وسط بولندا؛ مع أبرز الأمثلة التي بُنيت في لوبلين وكازيميز دولني.
بُنيت قلاع جديدة في جميع أنحاء بولندا، تحمل الشكل رباعي الجوانب الجديد الذي يحيط بفناء، مع أربعة أبراج في الزوايا. من الأمثلة البارزة: القلعة في بلاكوفيزا (القرن السادس عشر)، والقلعة في بزرج (أُعيد بناؤها من حصن قوطي في 1544-1560)، والقلعة في نيبولومايس (أُعيد بناؤها بعد حريق في 1550-1571)، والقلعة في بارانوف ساندوميرسكي (بناها سانتي غوتشي في 1591-1606)، والقلعة في كراسيتشن.
شُيدت مبانٍ جديدة على طراز عصر النهضة في العديد من المدن. بُنيت قاعة القماش الجديدة في كراكوف، وبُنيت قاعات المدينة أو أُعيد بناؤها في: تارنوف، وساندوميش، وتشيلم (هُدمت)، وبوزنان. أُعيد تصميم مدن بأكملها أيضًا. تمكنت بعض الأمثلة للمخططات الحضرية لعصر النهضة من النجاة في عصرنا الحديث، وذلك في شيدووفيتس وزاموشتش.
من الأمثلة البوميرانية لعصر النهضة التي تطورت تحت تأثير شمال أوروبا بدلًا من إيطاليا: البوابة الخضراء في دانزيغ (التي بناها هانز كرامر في 1564-1568)، وفي دانزيغ أيضًا بوابة أبلاند (أنهاها فيليم فان دن بلوك في عام 1588)، والترسانة الكبيرة (بناها أنتون فان أوبرغين في 1602-1606)، ومجلس المدينة القديم (الذي بُني في الفترة بين 1587-1595، على الأرجح بواسطة أنتون فان أوبرغين أيضًا).
أسفرت العلمنة المميزة للحياة خلال عصري النهضة والإصلاح عن تطور طفيف في العمارة المقدسة. كانت المصليات هي ما يُبنى على طراز عصر النهضة بشكل رئيسي، ولكن أُعيد بناء بعض الكنائس أيضًا: الكاتدرائية في بوتسك (أُعيد بناؤها بعد حريق من قبل المهندسين المعماريين زانوبي دي جيانوتيس، وشيني، وفيليبو دي فيسولي، ومرة أخرى لاحقًا من قبل جيوفاني باتيستا دي كوادرو)، والكنيسة المجمعية في بوتوسك (أعاد بناءها جون باتيستا البندقي). شُيد عدد قليل من الكنائس الجديدة، مثل كنيسة القديس توماس المجمعية في زاموشتش.

### الفترة الثالثة
وضع الحريق في فافيل ونقل العاصمة إلى وارسو في عام 1596 حدًا لتطور النهضة في كراكوف وأيضًا في دانزيغ، وأعطت القوة الصاعدة لليسوعيين والإصلاح المضاد قوةً دافعة لتطوير الهندسة المعمارية للتكلفية وأيضًا الأسلوب الجديد؛ الباروكية. أهم مثال على الهندسة المعمارية الصاعدة للتكلفية في بولندا هو مجمع من المنازل في كازيميز دولني وزاموشتش.